# شانتال سرور
شانتال سرور (2 يوليو 1979-) منتجة وإعلامية لبنانية.

## حياتها
ولدت في بيروت أصلها من السعيده من قضاء بعلبك ،درست في جامعة نوتر دام، تخصص فنون التواصل وحاصلة أيضا على شهادة في الأدب الإنجليزي.

## مشوارها المهني
بدأت مسيرتها الإعلامية في الخامسة عشرة من عمرها حين قدمت مقابلات فنية لحساب إحدى الإذاعات اللبنانية بدون الحصول على مقابل مادي، لإصرارها على النجاح والبداية السريعة للوصول إلى القمة مبكرا، حيث تحملت المسئولية في عمر صغير نسبيا، بعدها إنتقلت في سن السابعة عشرة  المؤسسة اللبنانية للإرسال ال بي سي آي، لتقديم برنامج فني بعنوان  سماع قشاع  بإدارة المخرج باسم كريستوساعدتها ملامحها الناضجة ساعدتها على خوض غمار الإعلام في سن مبكرة، ولم تفرق بين العمل التلفزيوني والإذاعي، بل كان هدفها الأول تحقيق حلمها بالعمل الإعلامي ،ثم استكملت رحلتها عبر شبكة راديو وتلفزيون العرب لتنضم إلى أسرة العاملين في قناة art الموسيقى عام 1998 حيث بدأت كمذيعة ربط فقرات ثم قدمت برنامجا حواريا فنيا بعنوان  سهارى ثم برامج فنية أخرى على نفس القناة زادت من شهرتها وانتشارها في العالم العربي والاغتراب حتى شهر مايو 2003 عند شراء المحطة من قبل شركة الوليد بن طلال وفك تشفيرها لتتحول إلى روتانا موسيقى إنتقلت بعدها إلى قناة الأوائل الموجهة للعرب والمغتربين حيث قدمت برامج ألعاب ومسابقات منوعة إضافة لبرامج فنية، عام 2008 بعد إغلاق قناة الأوائل إنتقلت لقناة إي آر تي أمريكا الموجهة لمشتركي الولايات المتحدة حيث قدمت برامج من نفس النوع،عادت إلى شاشة ال بي سي لتقدم برنامجا مع الإعلامي فيني رومي تزامنا مع عملها في قناة شبكة راديو وتلفزيون العرب عام 2010 لكنه لم يقدم جديدا لها وأعتبره هفوة في مسيرتها
عملت في ART وقدمت العديد من البرامج أشهرها برنامج  Fameحتى العام 2011 حاورت من خلاله كبار النجوم العرب.
- عام 2012 دخلت إلى ساحة الفضائيات المصرية عبر قناة النهار (مصر) حيث قدمت برنامجها في مصروحدك الذي عرض أيضا على قناة إم تي في اللبنانية [10] في يناير 2021 إنتقلت إلى مجلة فوربس الشرق الأوسط لتقديم برنامج حوار مسؤول

## عملها كمنتجة
- ترأس قسم الإنتاج التلفزيوني في شركة "أرابيكا"، تنتج كل أعمال هذه الأخيرة من خلال شركتها "أي سكرين ميديا" التي أسستها عام 2006 والتي بدأت نشاطها فعلياً عام 2008 وآخر إنتاجاتها كليب الفنانة نانسي عجرم "يا بنات" بعد هذا الكليب قررت عدم الخوض في إنتاج كليبات غنائية إلّا إذا كانت في المستوى نفسه، لانها تمنحنا مساحةً أفضل لتقديم العمل بأحسن صورة وإتقان كل التفاصيل وأصغرها للخروج بنتيجة مرضية وناجحة كما في كليب نانسي"

## البرامج التي قدمتها
| البرنامج   | القناة                         | العام     |
| ---------- | ------------------------------ | --------- |
| سماع قشاع  | ال بي سي                       | 1996-1997 |
| سهارى      | art الموسيقى                   | 1998-2001 |
| لقاء خاص   | art الموسيقى                   | 2001-2002 |
| إهداءات    | art الموسيقى                   | 2000-2002 |
| جلسة طرب   | art الموسيقى                   | 2000-2002 |
| كلمة كلمة  | art الأوائل                    | 2003      |
| فون تاستك  | art الأوائل                    | 2004-2005 |
| نيوز رووم  | art الأوائل                    | 2006      |
| كول كوليكت | art أمريكا                     | 2007-2008 |
| فايم       | art أمريكا                     | 2009-2011 |
| عن جد      | ال بي سي                       | 2010      |
| وحدك       | إم تي في اللبنانية،قناة النهار | 2012-2014 |